# Liv Hovde
Liv Hovde (Minnesota, 25 ottobre 2005) è una tennista statunitense.

## Carriera
Liv Hovde ha vinto 4 titoli nel singolare e 3 titoli in doppio nel circuito ITF in carriera. Il 21 ottobre 2024 ha raggiunto il best ranking in singolare alla 245ª posizione mondiale, mentre il 16 settembre 2024 ha raggiunto in doppio la 354ª posizione mondiale.
Nella carriera junior, ha raggiunto la terza posizione del ranking ITF. Nei tornei del Grande Slam, ha raggiunto la semifinale agli Australian Open 2022 - Singolare ragazze e i quarti di finale agli Open di Francia 2022 - Singolare ragazze. Ha vinto il Torneo di Wimbledon 2022 - Singolare ragazze sconfiggendo in finale l'ungherese Luca Udvardy con il punteggio di 6-3, 6-4.
Ha fatto il suo debutto nel circuito maggiore all'ATX Open 2023, grazie ad una wildcard per le qualificazioni, sconfitta nel primo turno dalla giapponese Nao Hibino. Nel 2024, prende parte al suo primo tabellone principale all'Indian Wells Open 2024 dopo aver superato le qualificazioni dopo aver sconfitto in serie Aljaksandra Sasnovič e Harriet Dart. Nel primo turno, è stata sconfitta dalla ucraina Lesja Curenko.
Il 23 novembre 2024, Liv gioca la sua prima finale di categoria WTA 125 della carriera al Fifth Third Charleston 2 2024 aCharleston, insieme alla canadese Kayla Cross, dove sono state sconfitte dalla italiana Nuria Brancaccio e dalla spagnola Leyre Romero Gormaz con il punteggio di 6(6)-7, 2-6.

## Circuito WTA 125

### Doppio

#### Sconfitte (1)
| N. | Data             | Torneo                               | Superficie  | Compagna    | Avversarie in finale                 | Punteggio   |
| 1. | 23 novembre 2024 | Fifth Third Charleston 2, Charleston | Terra verde | Kayla Cross | Nuria Brancaccio Leyre Romero Gormaz | 6(6)-7, 2-6 |

## Statistiche ITF

### Singolare

#### Vittorie (4)
| Torneo $100.000 (0) |
| Torneo $80.000 (0)  |
| Torneo $60.000 (0)  |
| Torneo $40.000 (0)  |
| Torneo $25.000 (3)  |
| Torneo $15.000 (1)  |

| N. | Data              | Torneo                                    | Superficie  | Avversaria in finale | Punteggio        |
| 1. | 25 settembre 2022 | West Texas Pro Tennis Open, Lubbock       | Cemento     | Carson Branstine     | 7-6(2), 6-1      |
| 2. | 23 ottobre 2022   | Fort Worth Pro Tennis Classic, Fort Worth | Cemento     | Reese Brantmeier     | 7-6(1), 6-4      |
| 3. | 21 maggio 2023    | Vacasa Pro Women's Open, Bethany Beach    | Terra verde | Raveena Kingsley     | 6–4, 6(5)-7, 6–2 |
| 4. | 14 aprile 2024    | MNO Tennis Series, Boca Raton             | Terra verde | Akasha Urhobo        | 3-6, 6-4, 6-2    |

#### Sconfitte (2)
| Torneo $100.000 (0) |
| Torneo $80.000 (0)  |
| Torneo $60.000 (2)  |
| Torneo $40.000 (0)  |
| Torneo $25.000 (0)  |
| Torneo $15.000 (0)  |

| N. | Data            | Torneo                           | Superficie  | Avversaria in finale | Punteggio |
| 1. | 4 febbraio 2024 | Georgia's Rome Tennis Open, Rome | Cemento (i) | McCartney Kessler    | 4-6, 1-6  |
| 2. | 16 giugno 2024  | Guimarães Ladies Open, Guimarães | Cemento     | Francisca Jorge      | 3-6, 4-6  |

### Doppio

#### Vittorie (3)
| Torneo $100.000 (0) |
| Torneo $80.000 (0)  |
| Torneo $60.000 (0)  |
| Torneo $40.000 (0)  |
| Torneo $25.000 (3)  |
| Torneo $15.000 (0)  |

| N. | Data            | Torneo                                         | Superficie  | Compagna         | Avversarie in finale                 | Punteggio        |
| 1. | 7 ottobre 2023  | Ascension Project Women's Open, Redding        | Cemento     | Clervie Ngounoue | Kayla Cross María Herazo González    | 6-3, 7-5         |
| 2. | 4 novembre 2023 | Edmonton National Bank Challenger, Edmonton    | Cemento (i) | Kayla Cross      | Allura Zamarripa Maribella Zamarripa | 4-6, 6-4, [10-7] |
| 3. | 13 gennaio 2024 | Lexus GB Pro-Series Loughborough, Loughborough | Cemento (i) | Ella McDonald    | Alicia Barnett Sarah Beth Grey       | 4-6, 6-2, [10-7] |

#### Sconfitte (1)
| Torneo $100.000 (0) |
| Torneo $80.000 (0)  |
| Torneo $60.000 (1)  |
| Torneo $40.000 (0)  |
| Torneo $25.000 (0)  |
| Torneo $15.000 (0)  |

| N. | Data            | Torneo                             | Superficie  | Compagna    | Avversarie in finale       | Punteggio           |
| 1. | 28 ottobre 2023 | Tevlin Women's Challenger, Toronto | Cemento (i) | Kayla Cross | Carmen Corley Ivana Corley | 7-6(6), 3-6, [3-10] |

## Grand Slam Junior

### Singolare

#### Vittorie (1)
| Tornei del Grande Slam  |
| ----------------------- |
| Australian Open (0)     |
| Open di Francia (0)     |
| Torneo di Wimbledon (1) |
| US Open (0)             |

| N. | Data          | Torneo                      | Superficie | Avversaria in finale | Punteggio |
| 1. | 9 luglio 2022 | Torneo di Wimbledon, Londra | Erba       | Luca Udvardy         | 6-3, 6-4  |